# BSA (motos)
 (février 2023).
Cet article concerne le fabricant britannique datant de 1861-1978. Pour le fabricant de motos ayant des droits légitimes sur le nom après 1978, voir BSA Company (en)
Les motos BSA (BSA Motorcycles Ltd) étaient fabriquées par la Birmingham Small Arms Company Limited (BSA), qui était un important regroupement industriel britannique. Ce groupe d'entreprises fabriquait des armes à feu militaires et sportives, des bicyclettes, des motos, des automobiles, des autobus et carrosseries ; de l'acier ; des pièces coulées en métal ; des outils à main, électriques et machines-outils ; des usines de triage et de traitement du charbon ; des métaux frittés ; et des processus de chromage.
Une opération de sauvetage fut organisée par le gouvernement en 1973 qui conduisit à la reprise des activités des motos BSA-Triumph par Norton-Villiers, plus tard connue sous le nom de « Norton Villiers Triumph ».
À son apogée, BSA (qui comprenait Triumph) était le plus grand producteur de motos au monde. À la fin des années 1950 et au début des années 1960, une gestion médiocre et l'incapacité de développer de nouveaux produits dans le secteur des motocycles entraînèrent une baisse spectaculaire des ventes sur son principal marché américain. L'incompréhension par la direction de l’importance de la résurgence de l’industrie japonaise de la moto entraina des problèmes à l’ensemble du groupe BSA.
Lors de la liquidation de Norton Villiers Triumph en 1978, les droits d'utilisation de la marque BSA furent achetés par une nouvelle entreprise, la société BSA.
En 2021, à la suite de l'acquisition de la marque britannique par Classic Legends Pvt. Ltd. en octobre 2016, une filiale du groupe indien Mahindra, BSA Company|BSA Company Ltd lance une nouvelle mouture de la classique Gold Star de  650 cm3 de cylindrée, réalisant une moto à l’allure rétro mais à la conception moderne, dotée de l'injection électronique et de freins à disque.

## Motos
Les bicyclettes à moteur furent ajoutées à la production de bicyclettes en 1910. La BSA 3½ HP fut exposée à l'Olympia Show de 1910 à Londres pour la saison 1911. La totalité de la production de BSA fut vendue entre 1911 et 1913.
En novembre 1919, BSA lança son premier moteur bicylindre en V à 50° sur le modèle E. C'était une moto de 770 cm3 (6–7 hp) à soupapes latérales qui arriva sur le marché en 1920. Le moteur avait des soupapes interchangeables, un système d'huile à perte totale avec pompe mécanique doublé d'un système manuel d'urgence. Le prix de vente était de 130 £. Les autres caractéristiques comprenaient un carburateur Amal, une transmission par chaîne, le choix d'une magnéto ou d'une Magdyno, un embrayage à sept plateaux, une boîte de vitesses à trois rapports avec kick-starter et une nouvelle fourche de type cantilever.
En raison de la demande accrue d'après-guerre pour le modèle Small Heath, l'usine de Birmingham fut entièrement transformée pour la production de motos.
En 1953, BSA cessa la production de motos sous la marque BSA Cycles Ltd, la société créée en 1919, en créant BSA Motorcycles Ltd. BSA a également produit sa 100 000e moto BSA Bantam, un fait célèbre au salon de la moto de 1953 avec la visite de Sir Anthony Eden sur le stand de BSA.

## Norton-Villiers-Triumph
Le groupe continua à se développer et faire des acquisitions tout au long des années 1950, mais en 1965, la concurrence japonaise (sous forme de sociétés comme Honda, Yamaha et Suzuki) et européenne avec Jawa/CZ, Bultaco et Husqvarna érodait la part de marché de BSA. Les gammes BSA (et Triumph) n'étaient plus alignées sur les marchés ; les cyclomoteurs déplaçaient les ventes de scooters, et les trials et autres scramblers étaient désormais l'apanage des deux temps européens. Certaines mauvaises décisions de marketing et des projets coûteux entraînèrent des pertes substantielles. Comme par exemple, l'investissement dans le développement et la production de l'Ariel 3, un cyclomoteur à trois roues ultra stable, qui ne fut jamais récupéré par le niveau des ventes ; les pertes furent estimées à deux millions de livres sterling. En outre, BSA ne prit pas au sérieux la menace des motos japonaises à démarrage électrique qui pouvaient complètement détruire le marché des motos BSA à démarrage par kick.
En 1968, BSA annonça de nombreux changements à sa gamme de monocylindres, de bicylindres et la nouvelle machine tricylindre appelée « Rocket three » pour l'année modèle 1969. La firme se concentrait désormais sur les marchés plus prometteurs des États-Unis et, dans une moindre mesure, du Canada. Cependant, malgré l’ajout d’accessoires « modernes », comme des clignotants, et même de versions différentes des bicylindres A65 pour la vente sur le marché domestique et à l’exportation, le dommage était fait et la fin était proche.
La réorganisation de 1971 concentra la production de motos à Meriden, sur le site de Triumph, avec la production de composants et de moteurs chez BSA's Small Heath. Dans le même temps, il y a eu des licenciements et la vente d'actifs. Barclays Bank organisa un soutien financier à hauteur de dix millions de livres sterling.
Les mises à niveau et les bulletins de service ont continué jusqu'en 1972, mais les motos japonaise avec des révisions plus espacées et moins contraignantes avaient alors inondé le marché des deux côtés de l'Atlantique. La fusion avec Norton-Villers fut lancée à la fin de 1972 et, pendant une brève période, une Norton 500 monocylindre fut construite avec le moteur de la B50, mais peu, voire aucun exemplaire, ne trouva preneur. Le 500 cm3 B50 BSA a beaucoup progressé grâce au fabricant de motos CCM, permettant au concept de base BSA de perdurer en compétition jusqu'au milieu des années 1970 dans toute l'Europe.
La gamme BSA finale ne comprenait que quatre modèles : Gold Star 500, 650 Thunderbolt/Lightning et Rocket Three 750 cm3. En 1972, BSA était tellement moribonde que, devant la faillite imminente, ses activités de motocycles furent fusionnées (dans le cadre d’un plan de sauvetage lancé par le gouvernement) avec la société de Manganese Bronze Norton-Villiers, pour devenir NVT, dirigée par Dennis Poore. Le but était de produire et de commercialiser des motos Norton et Triumph au Royaume-Uni et à l’étranger. La rationalisation de Poore conduisit au licenciements des deux tiers des effectifs. En réponse, les travailleurs de Triumph à Meriden créèrent leur propre coopérative. Cela laissa Poore sans BSA ni le modèle emblématique de Triumph, la Bonneville. Les seuls modèles NVT répertoriés pour l'année modèle 1975 étaient la Norton Commando et la Triumph T160 Trident. Bien que la Commando ait remporté le prix de « Moto de l'année » de Motor Cycle News pendant plusieurs années consécutives, rien ne pouvait plus cacher le fait que son moteur était de conception ancienne, un bicylindre vertical culbuté à boîte de vitesses séparée, et ce malgré le montage de son système anti-vibrations efficace et révolutionnaire, l'Isolastic.
La T160 était un tricylindre doté de nombreuses améliorations, telles que le démarrage électrique et un frein à disque. Le moteur, construit à l’usine Small Heath de BSA, présentait, à bien des égards, une similitude frappante avec celui de la BSA Rocket 3 originale avec son inclinaison dans le cadre plutôt qu'un montage vertical. On constata que cette disposition permettait une meilleure répartition du poids et le montage de composants auxiliaires, tels que le démarreur, derrière le bloc-cylindres. Cela confirmait ainsi apparemment la conception antérieure du tricylindre incliné BSA.
En échange de ses activités dans le secteur de la moto, Manganese Bronze recevait des divisions du groupe BSA non liées à la moto, à savoir Carbodies. Bien que le nom BSA fut laissé de côté pour le nom de la nouvelle société, quelques produits furent fabriqués jusqu’en 1973. Cependant, le plan impliquait la suppression de certaines marques, des licenciements importants et la consolidation de la production sur deux sites. Ce projet de sauvetage et de combinaison de Norton, BSA et Triumph échoua face à la résistance des travailleurs. Les usines de Norton et de BSA furent finalement fermées, tandis que Triumph failli faire faillite quatre ans plus tard.

## Marques commerciales

### Origines
Les droits commerciaux appartenaient à Norton Villiers Triumph. Lors de la liquidation de BSA, ces droits furent achetés par une nouvelle société constituée par des membres de la direction et dénommée « BSA Company Limited ».

### À partir de 1910
Les motos BSA étaient fabriquées par une filiale de la société mère BSA, « BSA Cycles Ltd », jusqu'en 1953, date à laquelle l'activité motos fut transférée à BSA Motorcycles Ltd. La première intention de produire des motos fut rapporté dans The Motor Cycle, une revue britannique sur le motocyclisme, en juillet 1906. La première moto entièrement BSA, la 3½ HP fut construite en 1910 et exposée au premier Olympia Show, à Londres, le 21 novembre de cette année. Sir Hallewell Rogers, président de BSA, a informé les actionnaires lors de l'assemblée générale annuelle de la société à Birmingham en 1910 « We have decided to put a motor-bicycle on the market for the coming season … These machines will be on exhibit at the Cycle and Motor Show on November 21st, after which date we look forward to commencing delivery » (« Nous avons décidé de mettre une moto sur le marché pour la saison à venir… Ces machines seront exposées au Salon du cycle et de l’automobile le 21 novembre, date à laquelle nous attendons avec impatience le début de la livraison »). Les machines étaient disponibles pour 1911 et la totalité de la production fut vendue. BSA avait déjà acquis un moteur disponible dans le commerce en 1905 et l'avait installé sur l'un de leurs cadres de bicyclette, découvrant par eux-mêmes les problèmes à résoudre pour ce type de transformations. BSA Cycles Ltd fut créée en 1919 sous la direction de Charles Hyde, directeur général, en vue de fabriquer des vélos et des motos.
BSA a produit une seule moto à moteur deux temps pour l'année 1928, le modèle A74 de 1,74 hp (1,3 kW) avec boîte de vitesses à deux rapports. Elle fut produite en tant que modèles A29 et A30 les deux années suivantes devenant A31 avec une boîte de vitesses à trois rapports en 1931, la dernière année de production. La « Bantam » d'après-guerre était une conception de la firme allemande DKW, contrepartie des réparations de guerre, et non une véritable conception BSA.
Les motos BSA étaient vendues comme des motos abordables avec des performances raisonnables pour l'utilisateur moyen. BSA mettait l'accent sur la fiabilité de ses machines, la disponibilité des pièces de rechange et l'assistance des revendeurs. Les motos étaient un mélange de moteurs à soupapes latérales et à soupapes en tête, offrant des performances différentes en fonction de leur utilisation, par exemple pour tracter un side-car. La majorité de leur utilisation était pour de simples déplacements. Les motos BSA étaient également populaires auprès des acheteurs de flottes en Grande-Bretagne. Ceux-ci utilisaient par exemple les Bantams pour la distribution des télégrammes de la Poste ou les combinaisons moto/side-car pour les patrouilles des associations d'automobilistes. Cet appel de marché de masse permettait à la firme de déclarer sur ses publicités « one in four is a BSA » (« une sur quatre est une BSA »).
Des machines avec de meilleures spécifications étaient disponibles pour ceux qui souhaitaient plus de performances ou pour une utilisation en compétition.
Après la Seconde Guerre mondiale, contrairement aux Norton, les motos BSA n'étaient généralement pas considérées comme des machines de compétition. Dans l'immédiat après-guerre, peu de pilotes participaient à des compétitions au guidon de BSA comme dans les épreuves du Tourist Trophy. Cela changea radicalement lors des courses Junior Clubman (motos avec des moteurs plus petits, sur trois ou quatre tours autour d'un des parcours de l'île de Man). En 1947, il n'y avait que deux pilotes BSA, mais en 1952, BSA était majoritaire et en 1956, on comptait cinquante-trois BSA, une Norton et une Velocette.
En 1954, afin d'améliorer les ventes aux États-Unis, BSA participa avec une équipe de pilotes aux 200 Miles Daytona avec un mélange de monocylindres Gold Star et de bicylindres Shooting Star assemblés par Roland Pike. Les coureurs de l'équipe BSA prirent les cinq premières places et deux autres coureurs terminèrent aux 8e et 16e places. Ce fut le premier cas d'une victoire écrasante dominée par une seule marque.
L’usine BSA connu également le succès dans le motocross avec Jeff Smith pilotant une B40 pour remporter les Championnats du monde de motocross FIM 500 cm3 de 1964 et 1965,. Ce fut la dernière année où le titre fut remporté par une machine quatre temps jusqu'au milieu des années 1990. Un moto de motocross de BSA était souvent surnommée « Beezer ».
Steve Gibbons, le rockeur de Birmingham, composa la chanson BSA sur son album de 1980 Saints & Sinners en hommage à la Gold Star. Il joue toujours cette chanson avec son groupe et se produit souvent sur l'île de Man lors des courses du TT.

## Modèles BSA
- 3½ HP
- Modèle E
- Modèle A28

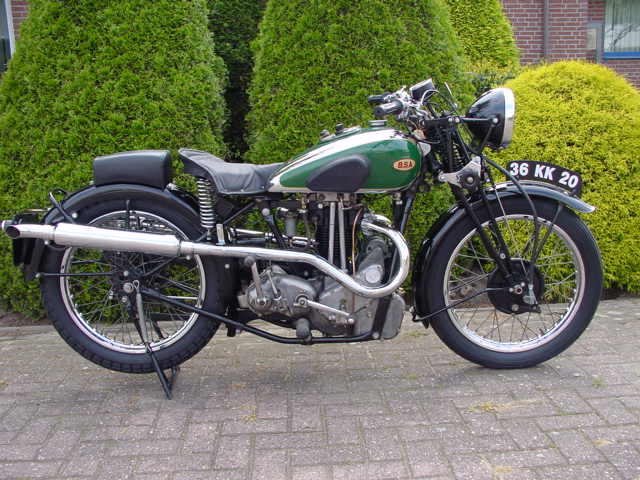
BSA Blue Star de 1935.

- C10 (soupapes latérales, 250 cm3, 1938) conçue par Val Page
- G14 (V-twin 1 000 cm3)
- Blue Star
- Empire Star
- Silver Star
- Gold Star
- Sloper
- M20 (500 cm3) : WD (War Department) M20 la moto de l'armée britannique pendant la Seconde Guerre mondiale
- M21 (600 cm3) : le grand frère du M20, également utilisé par l'armée britannique lors de la Seconde Guerre mondiale
- M22 (500 cm3)
- M33-10 (595 cm3)

### Après la Seconde Guerre mondiale

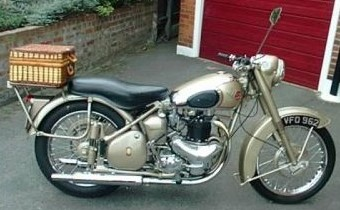
BSA Golden Flash 650 de 1957.

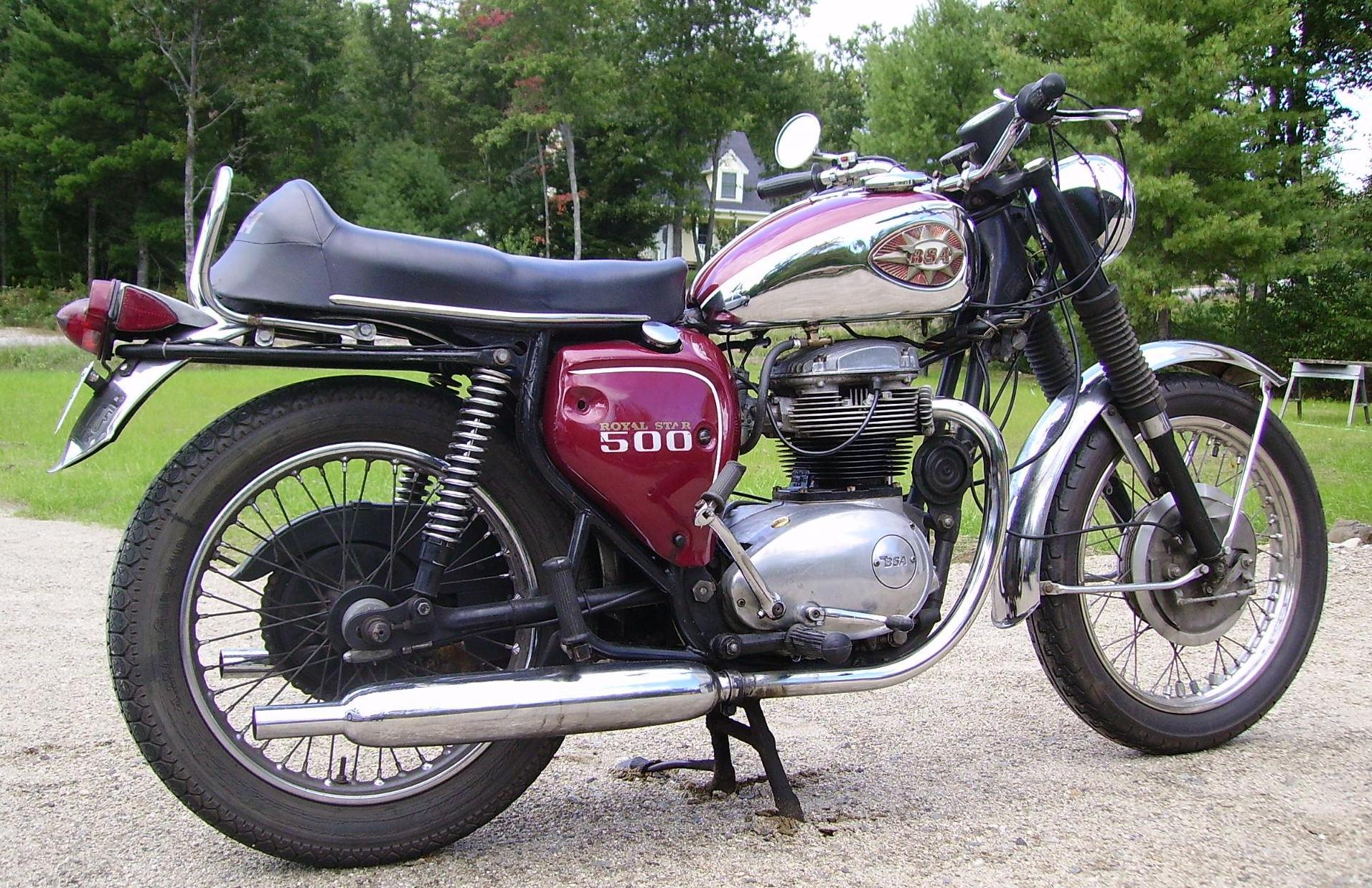
BSA Royal Star de 1969.

Série des bicylindres A (moteur à quatre temps, bicylindre en ligne à soupapes en tête).
- A7
  - A7 Shooting Star (boîte de vitesses séparée, 500 cm3)

- A10 (boîte de vitesses séparée, 650 cm3)
  - A10 Golden Flash
  - A10 Super Flash
  - A10 Road Rocket
  - A10 Super Rocket
  - A10 Rocket Gold Star

- A50 (boîte de vitesses intégrée, 500 cm3)
  - A50R Royal Star
  - A50C Cyclone
  - A50W Wasp

- A65 (boîte de vitesses intégrée, 650 cm3)
  - A65 Star Twin
  - A65R Rocket
  - A65T Thunderbolt
  - A65L Lightning
  - A65S Spitfire
  - A65H Hornet
  - A65F Firebird Scrambler

- A70L Lightning 750

Triples (moteurs tricylindres quatre temps culbutés). Les BSA Rocket 3/Triumph Trident furent développées conjointement. La Rocket 3 partage la majorité des composants du moteur et d’autres composants avec la Trident T150, mais dispose de cylindres inclinés vers l’avant et d’un cadre BSA.
- A75R Rocket 3 750
- A75RV Rocket 3 750, 5 vitesses
- A75V Rocket 3 750, 5 vitesses

Monocylindres (4T)
- C25 Barracuda
- B25 Starfire (boîte de vitesses intégrée, 250 cm3)
- B25FS Fleetstar
- B25 SS Gold Star
- BSA B31 mono
- B32 Gold Star
- B33
- B34 Gold Star
- B40 350 Star (boîte de vitesses intégrée, 350 cm3)
- B40 SS90
- B44 Victor
- B44
  - B44SS Shooting Star
  - B44VS Victor Spécial
- B50
  - B50SS Gold Star 500
  - B50T Victor Trials
  - B50MX Motocross

- Série C (monocylindre 4T, 250 cm3)
  - C10
  - C11/C11G : 12 hp (9 kW) - 113 km/h - poids 113 kg

La C11 utilisait un moteur C10 équipé d'une culasse à soupapes en tête. Le cadre C11 n’a pratiquement pas changé jusqu’en 1951, date à laquelle BSA ajouta une suspension arrière à piston. Les premières boîtes à engrenages étaient fragiles et peu fiables. La C11G était disponible avec une boîte de vitesses à trois rapports et un cadre rigide ou une boîte de vitesses à quatre rapports avec un cadre à pistons. Les deux modèles avaient de meilleurs freins avant que les modèles précédents. Ce modèle était une moto de banlieue courante, et beaucoup survivent encore aujourd'hui.
- - C12 (1956-1958). 249 cm3 OHV. Utilisait le moteur C11G, équipé d'un alternateur et d'une suspension arrière à bras oscillant.

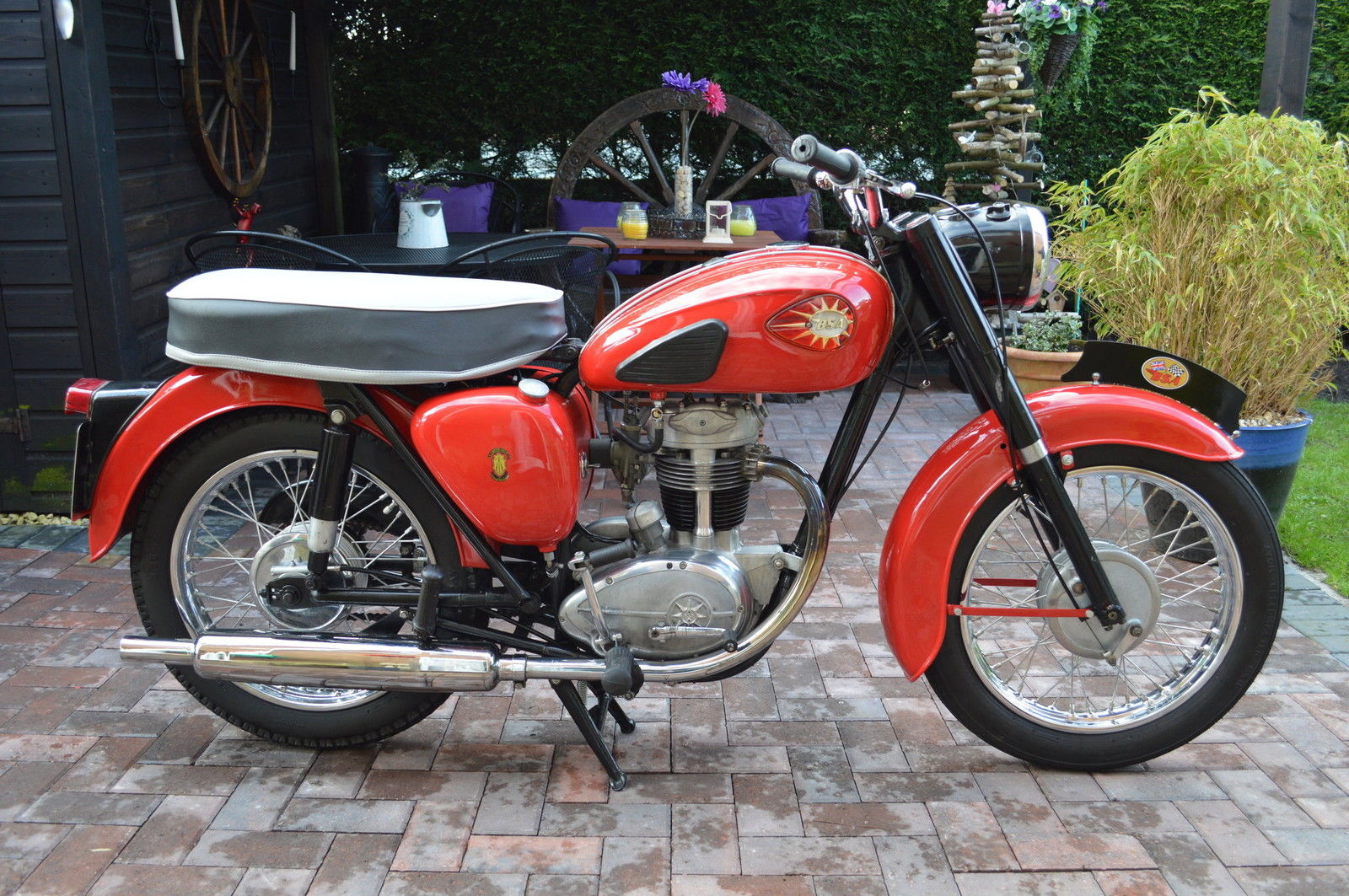
BSA C15 Star de 1959.

- - C15 Star (boîte de vitesses séparée, 250 cm3)
  - C15T Trial
  - C15S Scrambler
  - C15SS80 Sports Star 80
  - C15 Sportsman

- Série D (monocylindre 2T. Voir BSA Bantam pour plus de détails)
  - D1 Bantam (125 cm3)
  - D3 Bantam Major
  - D5 Bantam Super
  - D7 Bantam Super
  - D10 Silver Bantam, Bantam Supreme, Bantam Sports, Bushman
  - D13
  - D14/4 Bantam Supreme, Bantam Sports, Bushman (175 cm3)
  - B175 Bantam Sports, Bushman

- Autres modèles (peuvent inclure certaines versions d'exportation des modèles énumérés ci-dessus)
  - B31 Twin (350 cm3). Cadre B31 doté d'un moteur Triumph 3T pour la fabrication de ce modèle BSA. Très peu d'unités furent produites, probablement des prototypes.
  - BSA Barracuda
  - BSA Beagle
  - BSA Boxer, 1979 - 1981, version sportive de la gamme 50 cm3 (Beaver, Boxer, Brigand, GT50). Le moteur provenait de Moto Morini[13]
  - BSA GT50 (renommage de la Boxer)
  - BSA Beaver (version routière standard)
  - BSA Tracker 125/175, style motocross produite à la fin des années 1970 par NVT avec moteur Yamaha à deux temps.
  - BSA Dandy 70
  - BSA Sunbeam (scooters, également produits sous le nom Triumph « TS1 », « TW2 Tigress »)
    - 175 B1
    - 250 B2

  - BSA Starfire
  - BSA Rocket Scrambler
  - BSA Rocket Gold Star
  - BSA Fury
  - BSA Hornet
  - Winged Wheel (unité d'alimentation auxiliaire pour vélos)
  - T65 Thunderbolt (essentiellement une Triumph TR6P avec badges BSA)